# Nederlands Angola
Loango-Angola kust ook wel bekend als Nederlands Loanga of Nederlands Angola was een gebied van de West-Indische Compagnie in West-Afrika. De glorietijd was tussen 1640 en 1650 toen de WIC in Angola verschillende steden en factorijen had veroverd op Portugal. Door de belangrijkste Portugese slavendepots in te nemen kon de WIC ervoor zorgen dat de kolonie Brazilië niet goed meer kon draaien. In 1648 werden de meeste bezittingen heroverd door Portugal en hield het gebied op te bestaan. Tevens waren de handelsplaatsen vaak niet echt winstgevend en werd daarom besloten de steden en factorijen te verlaten.

## Vestingen

### Steden
Steden veroverd op Portugal:

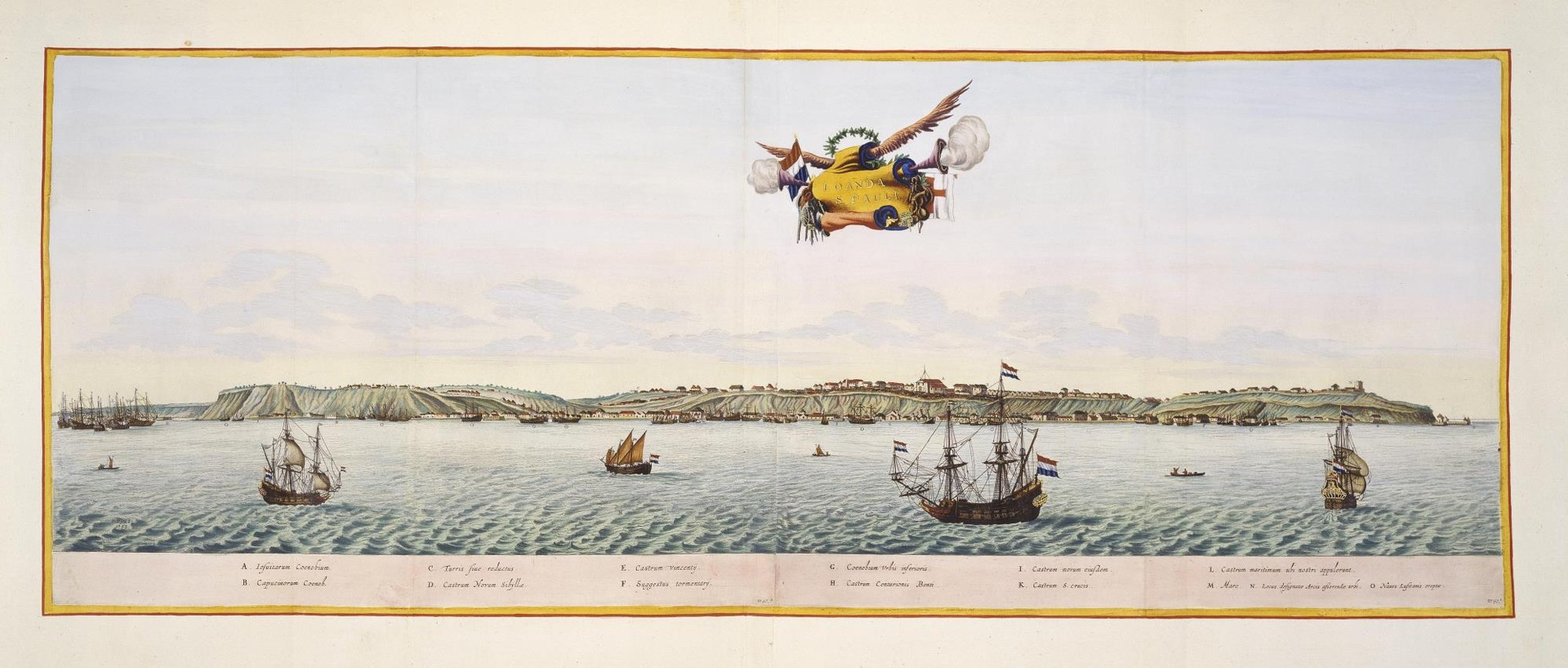
Verovering van Luanda door Cornelis Jol in 1641

- Luanda (of São Paolo de Loanda) - De stad Luanda was in de zeventiende eeuw het grootste Portugese slavendepot in West-Afrika. Daarom had Piet Hein namens de WIC al in 1624 een poging gedaan om de stad, die werd verdedigd door een fort, te veroveren. Vanwege gebrek aan troepen en schepen mislukte deze aanval echter. In 1641 volgde een tweede, en nu wel succesvolle poging onder leiding van Cornelis Jol, waarna de stad en het fort (dat werd omgedoopt in Fort Aardenburgh) in handen van de WIC kwamen. Vanwege de zuidelijke ligging werd de stad niet vanuit Elmina bestuurd, maar werd er een nieuw gouvernement opgericht onder de naam Luango-Angola. De bestuurszetel van de gouverneur kwam in Luanda. In de periode tot 1648 werden er echter 'slechts' 14.000 slaven vanuit de stad getransporteerd en de kolonie was dan ook niet winstgevend. Toen de stad in 1648 door Portugal werd heroverd werd er daarom besloten niet meer op plaatsen te varen die zuidelijker lagen dan Kongo.
- Benguela (of Sao Felipe de Benguela) - Deze plaats werd ook in 1641 op de Portugezen veroverd door Cornelis Jol. Aanvankelijk werd er een aantal slaven getransporteerd, maar ook de winstcijfers uit Benguela vielen tegen, en dus werd de plaats in 1648 verlaten.
- Cabinda - De stad was tussen 1641 en 1648 in de handen van de WIC. Nadat hij wederom Portugees bezit werd, bleef er tot 1689 een handelsagent van de WIC in de stad om slaven in te kopen.
- Cambamba (of Ensadeira eiland) - Nadat de kustplaatsen veroverd waren op Portugal, ging de WIC zich ook in het binnenland vestigen langs de rivieren om slaven aan te voeren. Hierbij stichtte ze in 1643 de vesting Cambamba op de plek waar de Portugezen al een factorij hadden. Deze factorij werd omgebouwd langs de rivier Kwamza vanuit een wambuis. Onder leiding van de WIC-dienaar Mols werd het een fort dat Fort Mols genoemd werd. In 1648 werd het fort verlaten.
- Malembo - Deze stad Malembo was tevens tussen 1641 en 1648 van de WIC. Het was tevens de laatste plaats die werd verlaten aangezien ze aanvankelijk redelijk winstgevend was. Er werd gehandeld in ivoor, koper, verfhout en slaven. Nadat de stad Portugees werd bleven schepen van de WIC varen op de stad.

### Factorijen
- Factorij J. van Roubergen - Deze factorij was in feite ontstaan door de particulier J. van Roubergen die zelfstandig handel dreef aan de West-Afrikaanse kust. De handelaar uit Zeeland werd ook wel de smokkelaar of lorrendraaier genoemd, naar zijn opvallende manier van handel drijven. De precieze locatie is onbekend, aangenomen wordt dat de factorij plaats had aan de kust van Gabon, Congo of Angola.
- Corisco - Ook het eiland was in handen van de WIC tussen 1642 en 1648, en werd bestuurd vanuit Luanda. Ook Corisco was niet winstgevend en werd om die reden verlaten. Rond 1680 werd een tweede poging gedaan om de slavenhandel op gang te brengen, maar ook deze poging was niet succesvol.
- Loango - Vanaf het begin van de 17e eeuw had de WIC een post ten noorden van de Kongostroom. Tot 1670 werd er vooral gehandeld in ivoor en koper. Daarna werd echter ook de slavenhandel op gang gebracht, waarna de post werd uitgebreid. Aangezien de handel tegenviel werd de post in 1684 verlaten. In 1721 werd een tweede poging gedaan om de handel te starten, maar na vijf jaar werd de post veroverd door de lokale bevolking.
- Mayumba (of Majombo) - In het huidige Gabon had de WIC enkele jaren een kleine factorij waar vooral handel werd gedreven in verfhout. De jaren dat de factorij geopend was zijn niet bekend. Hij was gelegen in de huidige provincie Nyanga.
- Soyo (of Mpinda) - Soyo was een van de plaatsen die tussen 1641 en 1648 veroverd waren. Na de verovering van Luanda werd besloten de stad te verlaten. Tegenwoordig ligt het in het noorden van Angola. Er zijn aanwijzingen naar historische kaarten dat Soyo en Mpinda twee verschillende factorijen waren.